# Chen Ding (Leichtathlet)

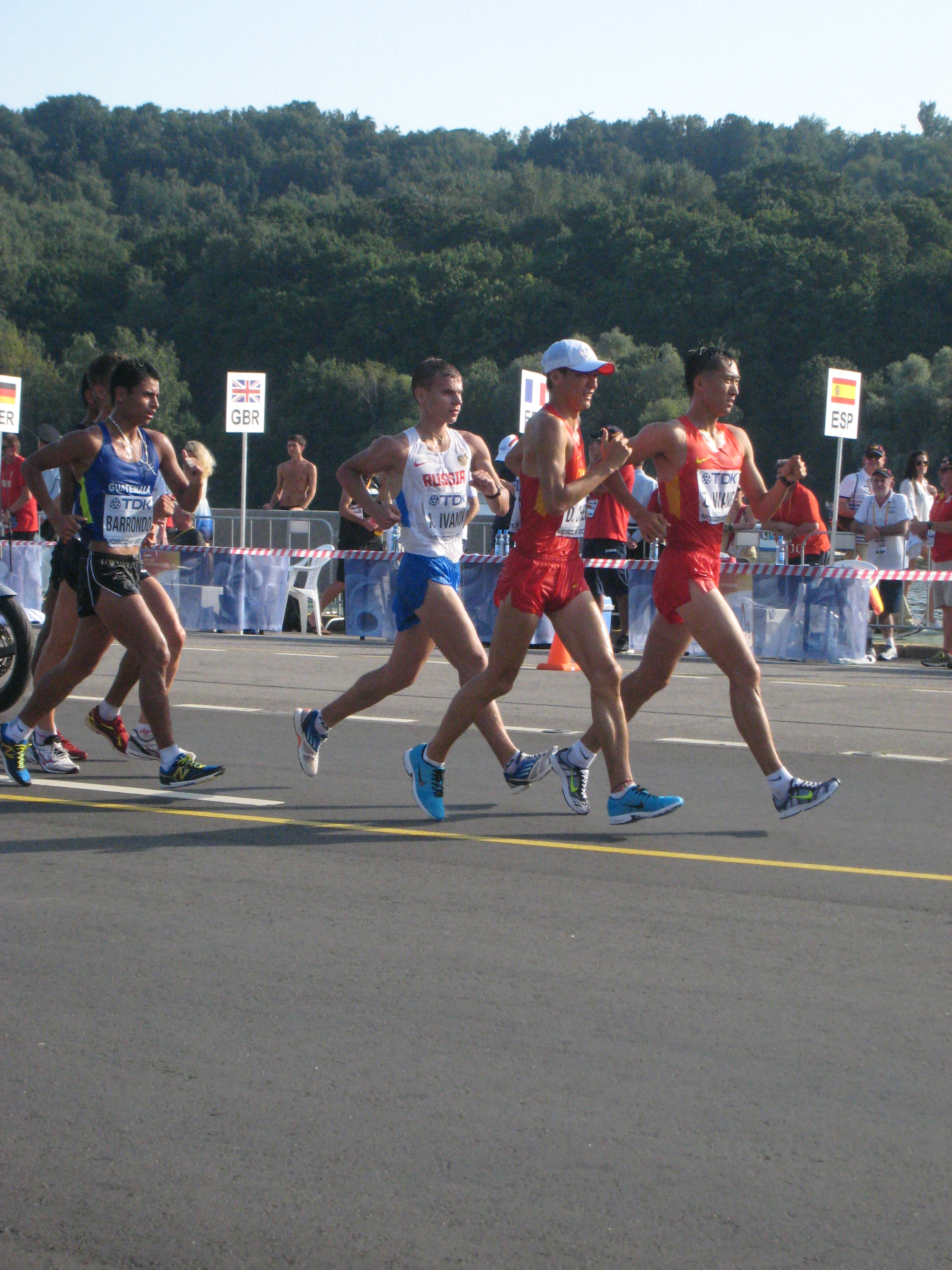
Erick Barrondo, Alexander Alexejewitsch Iwanow, Chen Ding und Wang Zhen beim 20-km-Gehen der Männer bei den Weltmeisterschaften 2013 in Moskau

Chen Ding (chinesisch 陈定, Pinyin Chén Dìng; * 5. August 1992 in Yunnan) ist ein chinesischer Geher, der 2012 Olympiasieger im 20-km-Gehen wurde.
2008 belegte Chen beim Weltcup der Geher in Tscheboksary den zweiten Platz im 10-km-Gehen. Dieselbe Platzierung erzielte er im 10.000-Meter-Bahngehen bei den Juniorenweltmeisterschaften in Bydgoszcz. Über 20 km wurde Chen beim Weltcup 2010 Fünfter und 2012 Neunter.
Bei den Olympischen Spielen 2012 in London gewann Chen die Goldmedaille im 20-km-Gehen und stellte mit seiner Siegerzeit von 1:18:46 h einen olympischen Rekord auf. Bei den Weltmeisterschaften 2013 in Moskau wurde er nach Disqualifikation des ursprünglichen Siegers Alexandr Iwanow aus Russland über 20 km Weltmeister.
Chen ist 1,80 m groß, wiegt 62 kg und studiert an der Technischen Universität Südchinas in Guangzhou.